# 8. ožujka u Drugom svjetskom ratu
Drugi svjetski rat po nadnevcima: 8. ožujka u Drugom svjetskom ratu.

### 1942.
- Japan zauzeo burmanski grad Rangoon.